# Rue Léopold-Robert
La rue Léopold-Robert est une voie du 14e arrondissement de Paris, en France.

## Situation et accès
La rue Léopold-Robert est une voie publique située dans le 14e arrondissement de Paris. Elle débute au 122, boulevard du Montparnasse et se termine au 213, boulevard Raspail.

## Origine du nom
Elle porte le nom du peintre Louis Léopold Robert (1794-1835).

## Historique
Cette voie ouverte en 1880 sous le nom de « rue Adam-Michiewicz » prend sa dénomination actuelle par un arrêté du 10 juin 1897.

## Bâtiments remarquables et lieux de mémoire

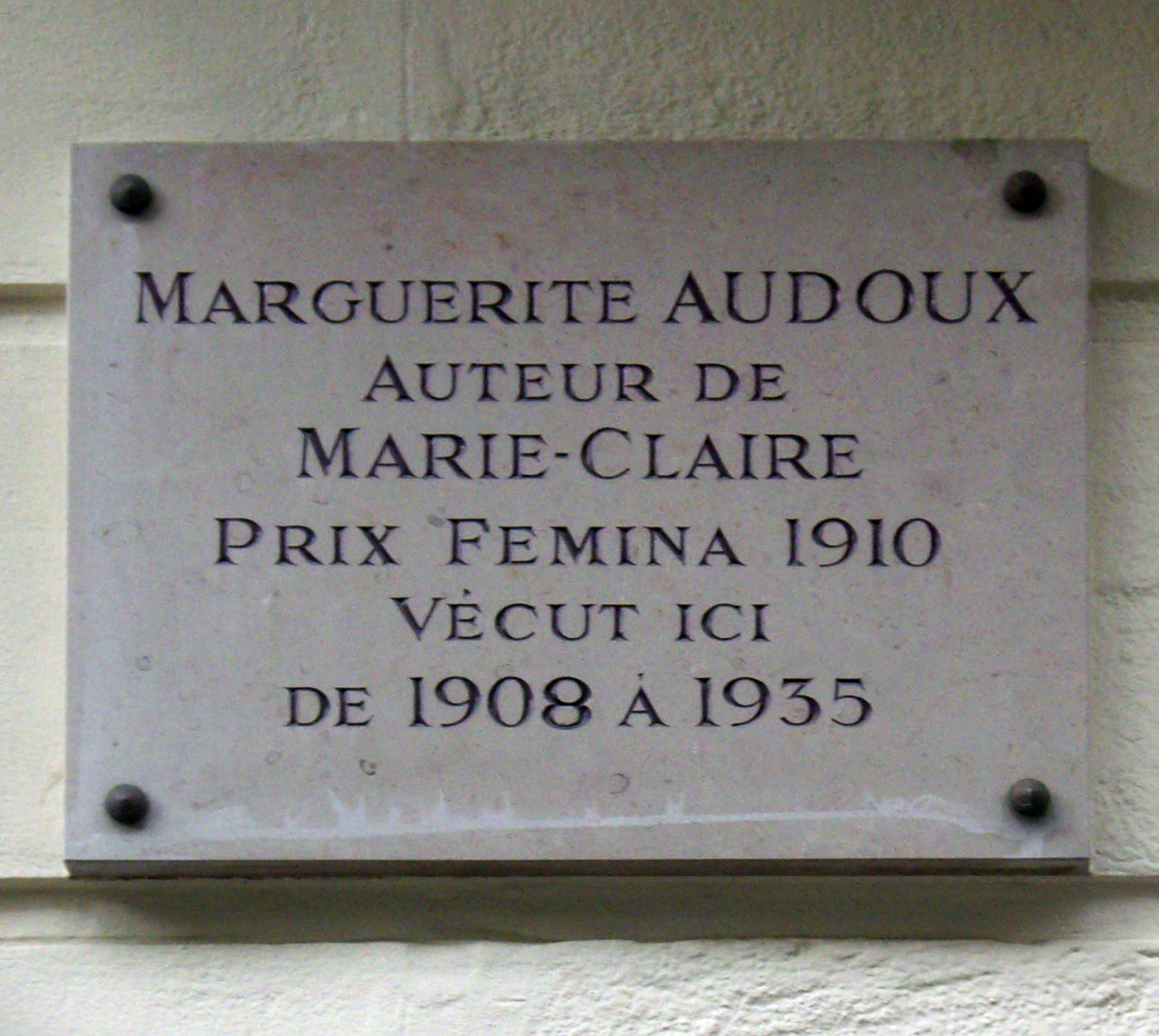
Plaque au no 10.

- No  10 : le photographe Dornac y a eu un atelier à la fin du XIXe siècle[réf. nécessaire]. La romancière française Marguerite Audoux a vécu de 1909 à 1935 au no 10 de la rue, appelant son appartement son « pigeonnier[1] ». Une plaque apposée sur l'immeuble le rappelle. Edvard Beneš, secrétaire du Conseil national tchèque pendant 1916 et 1918, un des leaders de la lutte pour l'indépendance tchécoslovaque avec Tomáš Masaryk et le général franco-slovaque, Milan Rastislav Štefánik, ministre des Affaires étrangères, premier ministre et président de la Tchécoslovaquie (1935-1938 et 1945-1948), y a habité entre le septembre 1915 et février 1916[2].